# Puccinia proba
Puccinia proba ist eine Ständerpilzart aus der Ordnung der Rostpilze (Pucciniales). Der Pilz ist ein Endoparasit der Korbblütlergattung Zexmenia. Symptome des Befalls durch die Art sind Rostflecken und Pusteln auf den Blattoberflächen der Wirtspflanzen. Sie ist in Mittelamerika verbreitet.

## Merkmale

### Makroskopische Merkmale
Puccinia proba ist mit bloßem Auge nur anhand der auf der Oberfläche des Wirtes hervortretenden Sporenlager zu erkennen. Sie wachsen in Nestern, die als gelbliche bis braune Flecken und Pusteln auf den Blattoberflächen erscheinen.

### Mikroskopische Merkmale
Das Myzel von Puccinia proba wächst wie bei allen Puccinia-Arten interzellulär und bildet Saugfäden, die in das Speichergewebe des Wirtes wachsen. Ihre Spermogonien wachsen beidseitig auf der Oberfläche der Wirtsblätter. Die beidseitig wachsenden Aecien der Art sind becherförmig oder zylindrisch und weißlich, sie stehen in dichten Gruppen. Ihre hellgelblichen Aeciosporen sind 16–23 × 14–21 µm groß, eckig kugelig bis ellipsoid und warzig. Die beidseitig wachsenden Uredien des Pilzes sind hell zimtbraun. Die Uredosporen der Art sind 20–26 × 16–19 µm groß, eiförmig bis breitellipsoid und stachelwarzig. Die beid- oder überwiegend blattunterseitig wachsenden Telien der Art sind schwarzbraun, pulverig und unbedeckt. Die tiefgoldenen bis tief kastanienbraunen Teliosporen sind zweizellig, in der Regel leicht eiförmig bis breitellipsoid, runzlig und meist 28–40 × 19–22 µm groß. Ihre Stiele sind farblos und bis zu 50 µm lang.

## Verbreitung
Das bekannte Verbreitungsgebiet von Puccinia proba reicht von Chihuahua bis nach Costa Rica.

## Ökologie
Die Wirtspflanzen von Puccinia proba sind diverse Zexmenia-Arten. Der Pilz ernährt sich von den im Speichergewebe der Pflanzen vorhandenen Nährstoffen, seine Sporenlager brechen später durch die Blattoberfläche und setzen Sporen frei. Die Art durchläuft einen makrozyklischen Entwicklungszyklus mit Spermogonien, Aecien, Telien und Uredien. Als autoöker Parasit macht sie keinen Wirtswechsel durch.